# Presencia de América Latina
Presencia de América Latina (Présence de l'Amérique latine), également connue sous le nom d'Integración de América Latina (Intégration de l'Amérique latine), est une peinture murale de 300 m2 réalisée à l'acrylique sur du stuc brut par l'artiste mexicain Jorge González Camarena entre novembre 1964 et avril 1965. L'œuvre est située dans le hall d'entrée de la Casa del Arte (es), dans la ville chilienne de Concepción. Son thème principal, de nature fortement symbolique, est l'unité et la fraternité des différentes cultures latino-américaines. En effet, cette œuvre a été donnée par le gouvernement mexicain comme preuve de solidarité à la suite du tremblement de terre de 1960.
Elle a été déclarée Monument historique en 2009 par le ministère de l'Éducation. Lors du bicentenaire du Chili (es) célébré en 2010, le gouvernement chilien a placé une plaque sur l'œuvre mettant en valeur l'œuvre et sa qualité de monument historique.

## Contexte

### Contexte historique
Le 21 mai 1960, un fort tremblement de terre secoue la ville de Concepción. L'infrastructure de l'Université de Concepción, le principal établissement d'enseignement de toute la partie centre-sud du pays, est gravement endommagée, laissant nombre de ses bâtiments dans un état désastreux.
Les autorités et le conseil de l'université acceptent rapidement la mise en œuvre de divers projets architecturaux sur le campus.

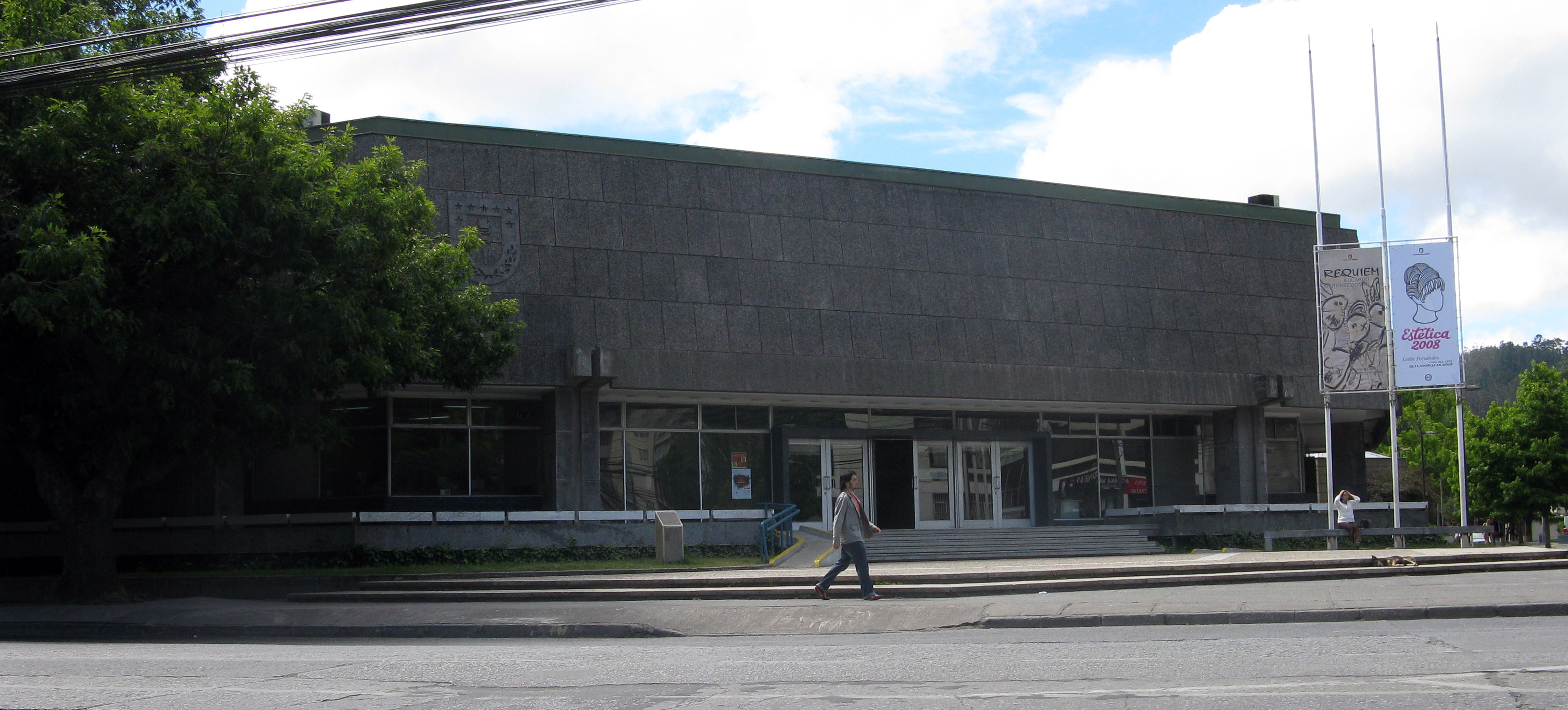
La Casa del Arte en 2008. Derrière ces portes se trouve la fresque.

La nouvelle de la catastrophe et de ses conséquences parvient au gouvernement mexicain qui, dans un geste de solidarité avec les citoyens chiliens touchés et en reconnaissance de la contribution culturelle et académique de l'université à toute la communauté, décide de soutenir le financement d'un projet en particulier : la Casa del Arte (es), qui sera construite sur les fondations de l'ancienne école dentaire,,.
Soutenant l'initiative de son pays, le muraliste Jorge González Camarena suggère que ce don financier soit accompagné de la création d'une immense fresque murale dont le thème central serait l'union et la fraternité des peuples latino-américains. L'idée est acceptée et présentée au conseil de l'université par l'ambassadeur du Mexique au Chili, Gustavo Ortiz Hernán, et le projet est présenté en ces termes : « Grande fresque dans la cour centrale de la Casa del Arte José Clemente Orozco de l'université de Concepción, commandée à l'artiste mexicain Jorge González Camarena avec une équipe de peintres chiliens. »

### Réalisation de l'œuvre
Selon les mots d'Echeverría lui-même, l'actuel conservateur des œuvres d'art de la galerie d'art :

« La vérité est que c'est une chose très étrange qui a été générée autour de ce bâtiment qui devait à l'origine être une école d'art, grâce à un don du gouvernement mexicain. Mais la Pinacothèque était déjà en gestation, avec la collection de la Génération 13. Divers projets ont été élaborés. La fresque avait d'abord été proposée à Valdivia, qui n'a pas accepté à cause de ces choses stupides que font les bureaucrates. »

— Albino Echeverría
À l'origine, Jorge González Camarena souhaitait situer la fresque sur la façade du nouvel édifice, mais il en a été dissuadé par les architectes tenant compte des conditions climatiques. Sa relocalisation à l'intérieur, dans le nouveau hall d'entrée, oblige l'artiste à tenir compte de nouveaux éléments : la structure des piliers et des poutres, l'escalier en colimaçon, la baie d'enceinte en saillie contre le mur mitoyen ouest du bâtiment endommagé et le toit de la cour intérieure.

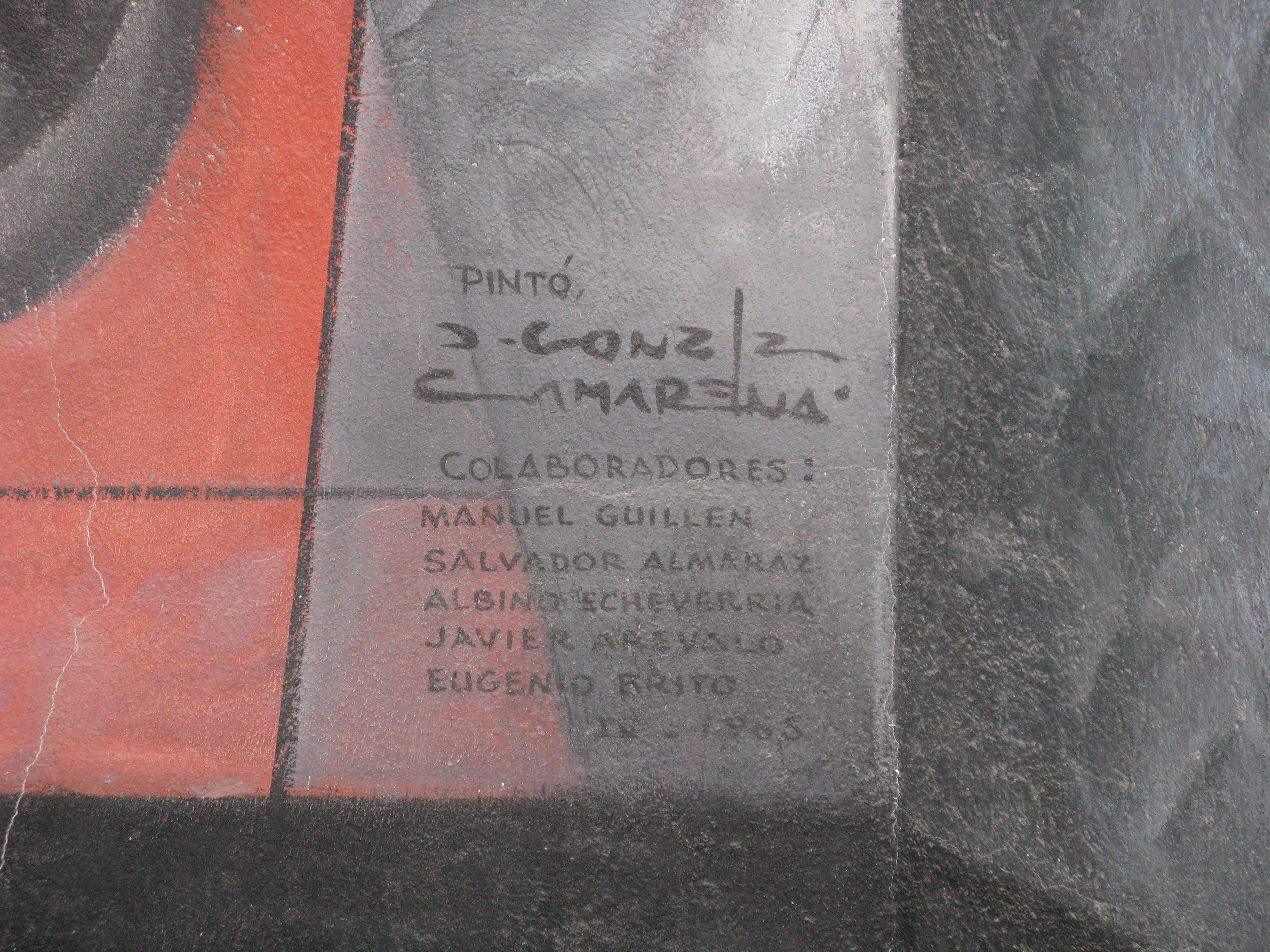
Signature de Jorge González et de ses collaborateurs, située en bas, juste entre le côté droit de la fresque et la partie centrale.

Jorge González demande aux muralistes mexicains Manuel Guillén, Salvador Almaraz López (es) et Javier Arévalo (en) de l'aider dans cette entreprise, et a également formé deux peintres chiliens à la peinture acrylique pendant sept mois à Mexico : Albino Echeverría (plasticien et menuisier qui avait déjà collaboré avec Julio Escámez sur la fresque Historia de la medicina y la farmacia en Chile) et Eugenio Brito, assurant ainsi la maintenance future de l'œuvre,.
La peinture murale est réalisée sur la base d'une maquette, qui n'a toutefois pas été entièrement élaborée, et diverses parties ont dû être improvisées au cours du processus, sous la supervision de Jorge González, mais en laissant également une certaine marge de manœuvre aux autres muralistes mexicains. La fresque contient toutefois de nombreux visages et corps de femmes, qui ne doivent pas être traités à la légère ; c'est pourquoi la jeune modèle mexicaine Victoria Dorantes, qui possédait les fins traits indigènes recherchés par Jorge González, a été choisie pour dessiner ces personnages,.
Les artistes commencent à peindre la fresque en novembre 1964 et l'achèvent en avril 1965,. L'œuvre est inaugurée le 10 septembre 1965.

## Description de l'œuvre

### Caractéristiques

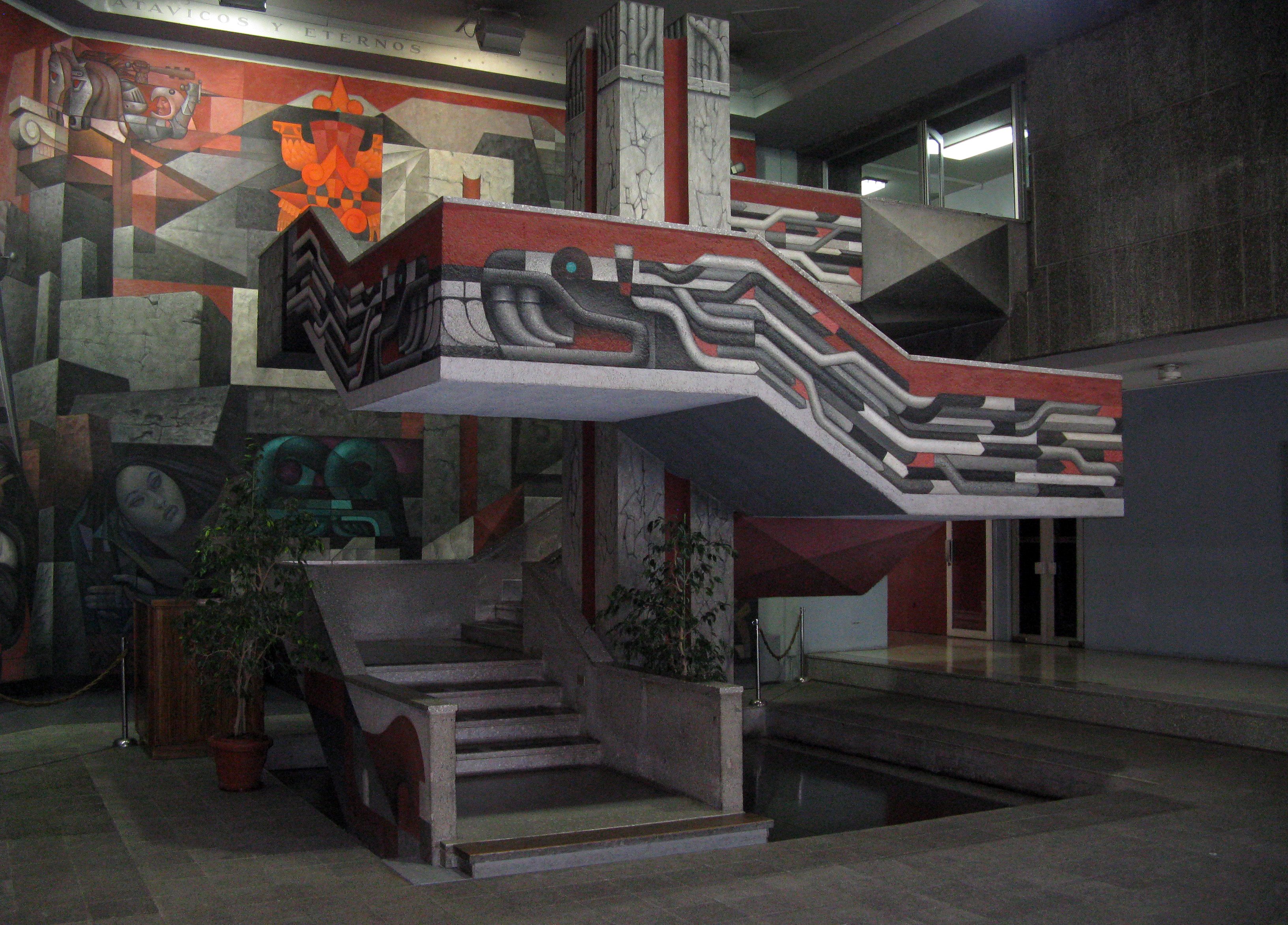
L'escalier en colimaçon a été mis à profit et intégré à la fresque.

La peinture murale est divisée en trois parties : une partie centrale, plate, de 20 × 6 m, et deux côtés latéraux obliques par rapport à ce premier plan, de 7,60 × 6 m chacun, soit un total de 211,20 m2 de mur plein,.
En outre, la fresque tire parti d'un escalier en colimaçon aux angles carrés qui monte au premier étage de la Casa del Arte, où se trouve l'une des salles d'exposition permanente. Cela donne à la fresque une surface d'environ 250 m2.
La fresque est peinte à l'acrylate appliquée sur une surface de stuc légèrement texturée et rugueuse. Cette peinture visqueuse et consistante est une technique peu connue, même au Mexique, dans les années 1960, lorsque la fresque a été peinte. Une couche de Cemenlac a été appliquée sur le ciment, qui était recouvert de salpêtre. Enfin, trois couches de blanc Politec sont scellées par une couche finale de vernis Politec.
González Camarena s'inscrit dans la « négation du mur » — c'est-à-dire refuser la structure même du mur et imposer des éléments de volume, des illusions de perspective qui remettent en question la spatialité originale du support — en incluant des volumes traités comme des solides angulaires dans différentes positions spatiales, en révélant la présence d'architectures volumétriques et de solides de grandes dimensions permettant d'« ouvrir le mur » et de s'opposer à sa planéité, tout en installant des objets « présentés sous les lois de la géométrie euclidienne ».

### Interprétation

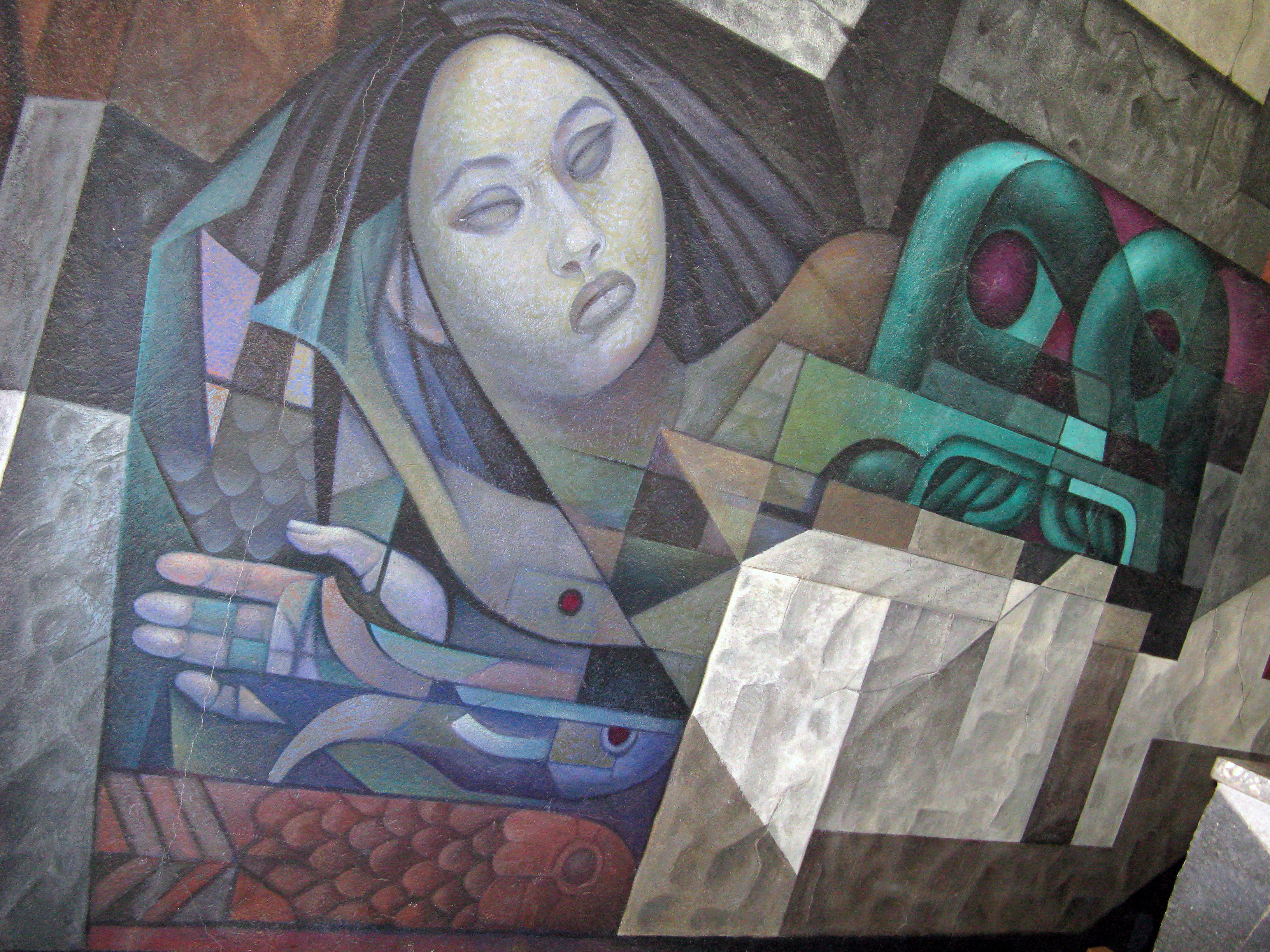
Détail de la femme de la mer et Tlaloc commencent la lecture de la fresque, dans le coin inférieur droit.

La fresque dépeint l'histoire de l'Amérique latine à travers des images angulaires, concrètes mais symboliques, qui soulignent la valeur de la fraternité des différents groupes ethniques du monde hispano-américain. La lecture doit se faire chronologiquement de droite à gauche, pour culminer avec les drapeaux des pays latino-américains,,.

#### Culture précolombienne

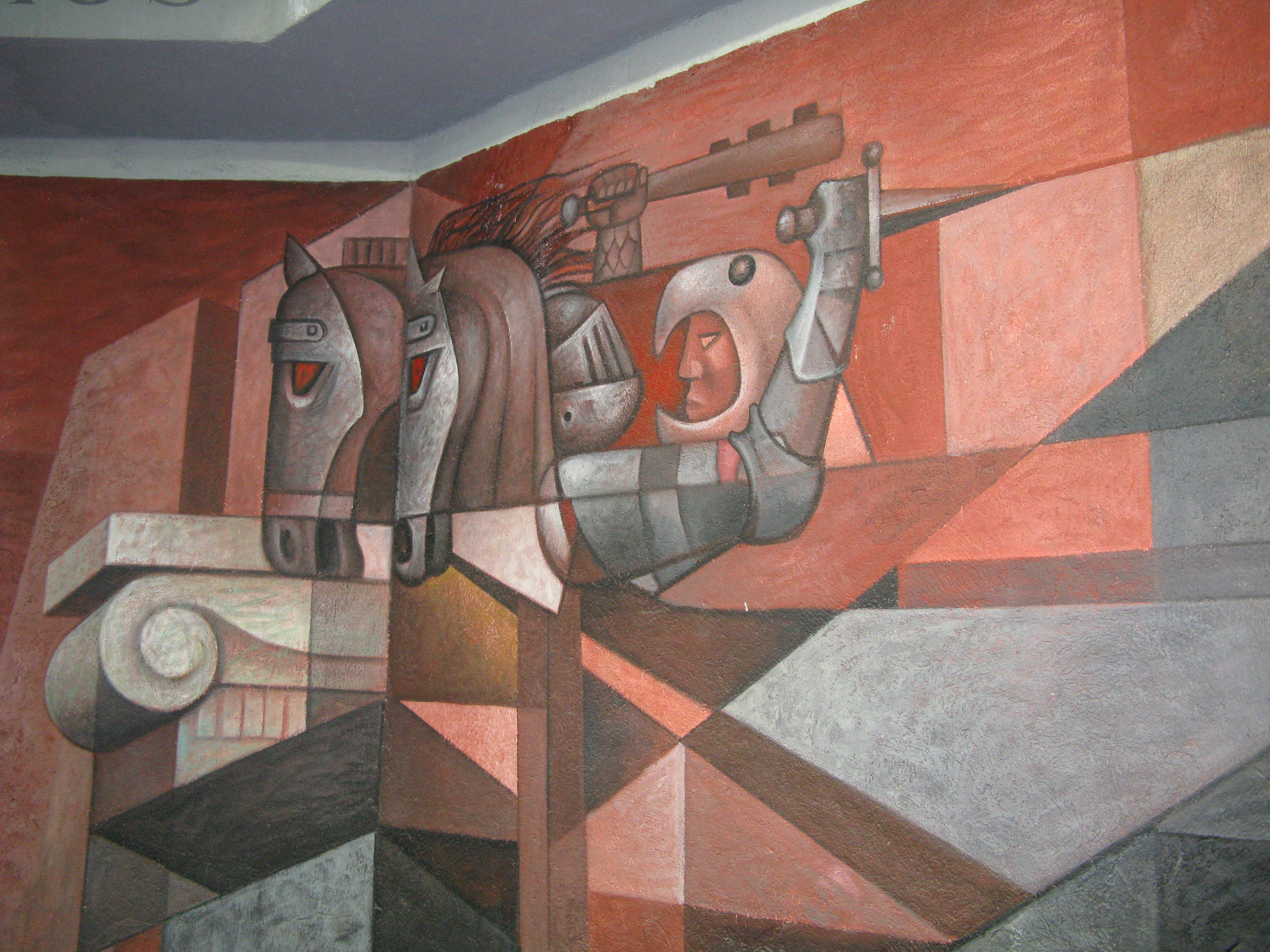
Détail du soldat espagnol luttant pour la conquête de l'Amérique.

Le côté droit de la fresque représente l'Amérique précolombienne. Dans la partie inférieure, du panthéon aztèque émerge une femme avec des poissons dans les mains, symbolisant la richesse de la mer, et elle est accompagnée du masque vert de Tlaloc, le dieu de la pluie,. Devant elle se trouve Quetzalcóatl, la divinité mexicaine sous la forme d'un serpent à plumes, symbole de la culture, qui, dans ce cas, est enroulée autour de l'escalier qui monte au premier étage de la galerie d'art,.
La partie supérieure du mur montre tzontemoc (« celui qui tombe la tête la première » ou « soleil tombant »), une divinité représentant le déclin de la culture préhispanique, ; et complétant le premier tableau, à droite, un soldat espagnol à cheval, armé d'un poignard, luttant contre un homme-aigle armé d'une masse, représentant ainsi la lutte pour la conquête. Les peuples autochtones sont représentés par des femmes, situées tout au long du développement de la fresque.

#### Le métissage
Le mur central commence un peu plus à gauche, avec le soldat espagnol et la femme indigène, principaux responsables du métissage. Jorge González a appelé ce passage La pareja original (Le couple originel, les « parents du Nouveau Monde »), qui marche sur la terre (des plaques de charbon). Dans ce sous-sol, des femmes endormies et emprisonnées symbolisent les richesses de la terre : argent, or, fer et cuivre. Dans une petite grotte, des personnages tenant un plan semblent être les auteurs de la fresque autoportraiturés. À la surface de cet essaim de corps et de pierres précieuses, une femme enceinte couverte de vignes émerge, représentant la fertilité de la terre. D'elle émergent le maïs américain et le blé européen, les aliments qui sont à la base du progrès et des conquêtes techniques, représentés comme une machine d'acier complexe au sommet.

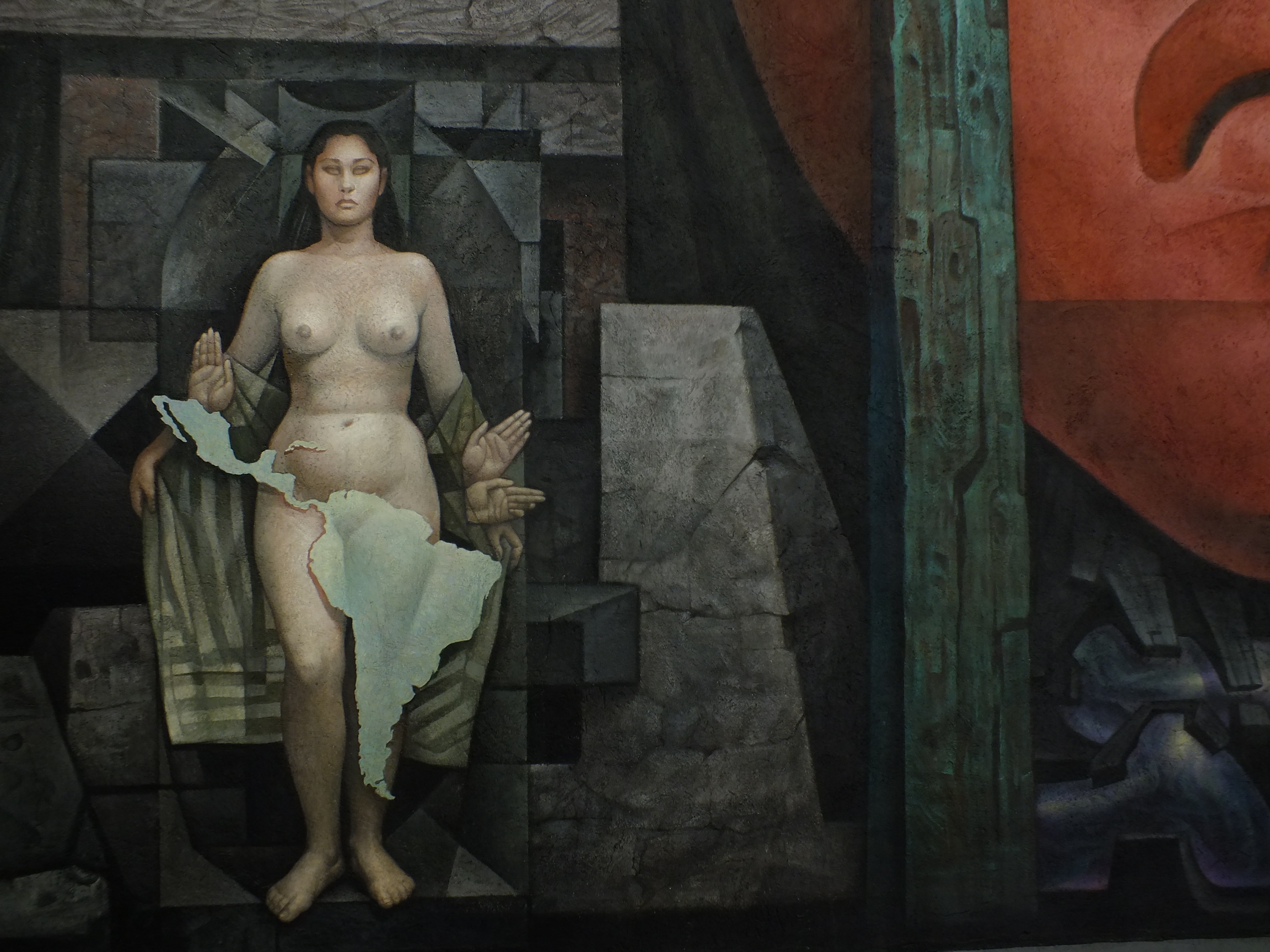
Détail de la femme nue avec la carte de l'Amérique latine.

Au centre, plusieurs visages superposés symbolisent la fusion des races : le plus grand, rouge, représente la race indigène, tandis que les autres représentent les autres races qui sont arrivées par la suite, et qui vont enrichir la race originale,. En dessous, une femme nue grandeur nature tient la carte de l'Amérique latine sur ses genoux : elle est l'Amérique latine et les cinq mains autour d'elle représentent les autres continents qui l'entourent. Le métissage est ainsi le thème principal de la fresque. Le modèle utilisé pour le corps de la femme est celui d'Alicia Cuevas, originaire de la ville de Coronel, près de Concepción. L'origine de son visage est cependant inconnue, car il apparaît dans d'autres œuvres de l'artiste.
On peut voir un chapiteau au-dessus de la femme, symbolisant la contribution gréco-latine à la culture américaine ; et un peu plus loin sur la gauche, de grands blocs de roche solide, formant une grande structure verticale, symbolisent l'architecture mésoaméricaine.
La sculptrice et conservatrice de la pinacothèque Sandra Santander loue « la proportionnalité qui fait dialoguer un énorme visage rouge avec un nu blanc grandeur nature » et le « chromatisme contrôlé qui donne une unité à l'œuvre, les solutions rectilignes pour séparer les segments, les plans de la forme et du fond qui la rendent tridimensionnelle, surtout quand on s'éloigne et, bien sûr, la possibilité de nouvelles lectures ».

#### La fraternité

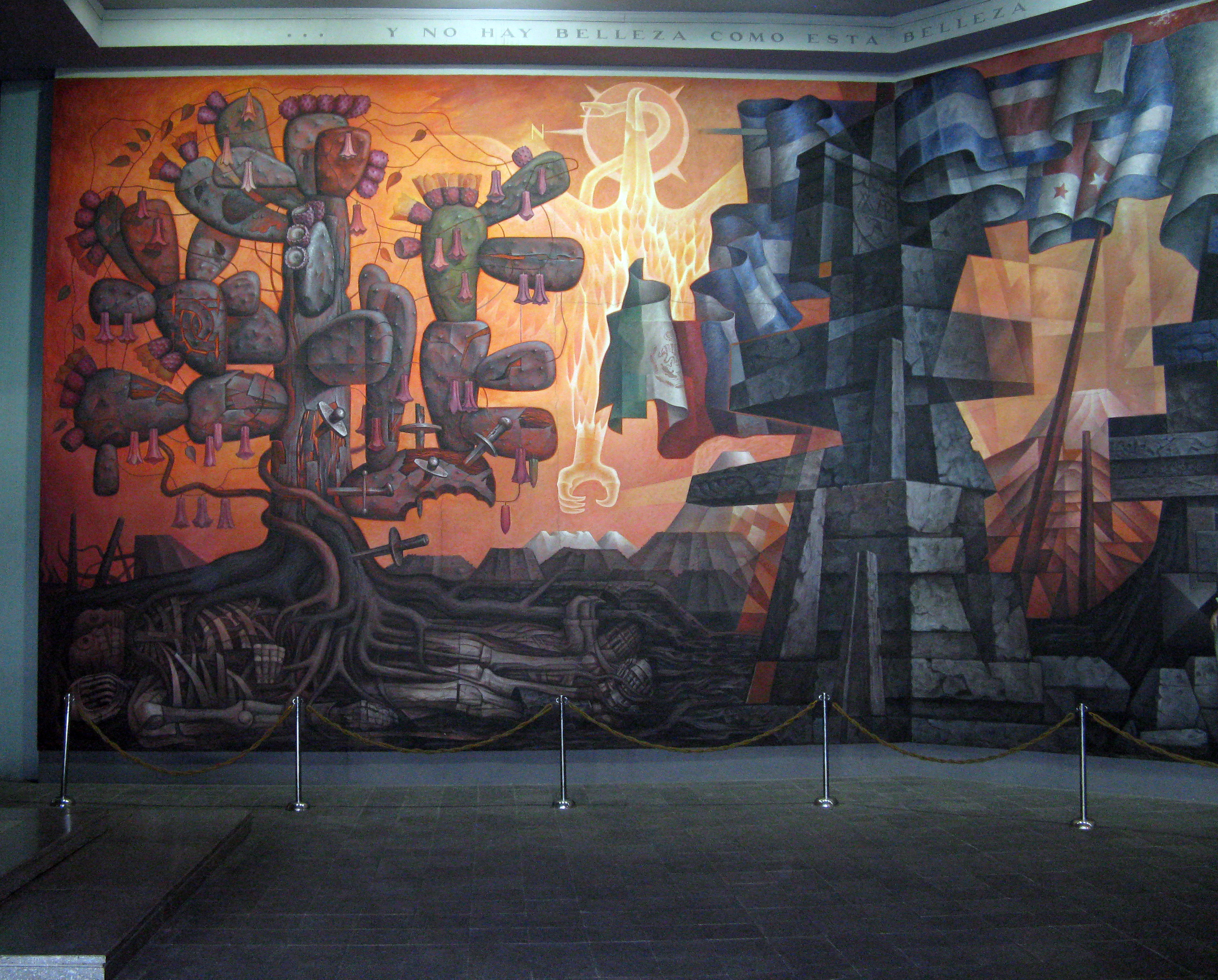
Le côté gauche de la fresque est plein de symbolisme. Le cactus nopal enraciné avec des copihues et les drapeaux dans le vent se distinguent.

Sur le côté gauche se trouve un figuier de Barbarie (ou nopal, un cactus qui fait partie de la mythologie aztèque et est présent dans le drapeau national du Mexique) qui se confond avec les lianes d'un copihue (la fleur nationale du Chili) : il s'agit donc d'un symbole de fraternité entre le Mexique et le Chili. Le nopal est attaqué par des poignards, symbolisant les mauvais traitements historiques infligés aux Latino-américains, et ses racines naissent de soldats guerriers cadavériques, qui le nourrissent et lui donnent vie.
Les drapeaux des différentes nations d'Amérique latine apparaissent de manière transversale et oscillante dans la partie supérieure de la fresque. La séquence commence par le drapeau du Chili à droite, à côté du condor, son oiseau national, et se termine par le drapeau du Mexique, à côté de l'aigle et du serpent, symboles importants de cette nation. Les drapeaux sont disposés de droite à gauche, suivant l'ordre géographique de leurs différentes nations, du sud au nord. Elle commence par le Chili, l'Argentine, l'Uruguay, le Paraguay, la Bolivie, le Brésil, le Pérou, l'Équateur, le Venezuela et la Colombie en Amérique du Sud, se poursuit par Haïti, Cuba, Panama, le Costa Rica, le Honduras, le Nicaragua et le Guatemala en Amérique centrale et se termine par le Mexique en Amérique du Nord. Seuls les peuples non souverains sont exclus, à savoir les colonies françaises de Clipperton, de la Guadeloupe, de la Guyane française, de la Martinique, de Saint-Barthélemy et de Saint-Martin, ainsi que l'État américain de Porto Rico.
Au fond, au troisième plan, on aperçoit également la lointaine Cordillère des Andes et, au sommet de la fresque, sont écrits les vers du poète chilien Pablo Neruda, qui couronnent l'ensemble de l'œuvre :
« ...Y no hay belleza como esta belleza de América extendida en sus cerros de piedra y poderío, en sus ríos atávicos y eternos... »
— Pablo Neruda
        
« ...Et il n'y a pas de beauté comme cette beauté d'Amérique, étendue dans ses monts de pierre et de puissance, dans ses rivières ataviques et éternelles... »
Ce poème a été ajouté après la fin de la réalisation de la fresque, à la suite de la visite du poète sur les lieux : impressionné, Neruda offre ainsi ce vers, tiré du poème América.
Javier Ramírez Hinrichsen, chef de la Direction générale de la liaison environnementale de l'université de Concepción, estime que « l'art latino-américain a ici une présence [...] C'est une œuvre du patrimoine artistique latinoaméricain. Dans un monde globalisé, tant économiquement que numériquement, la fresque de Jorge González Camarena nous ramène à un territoire commun. »

## Postérité

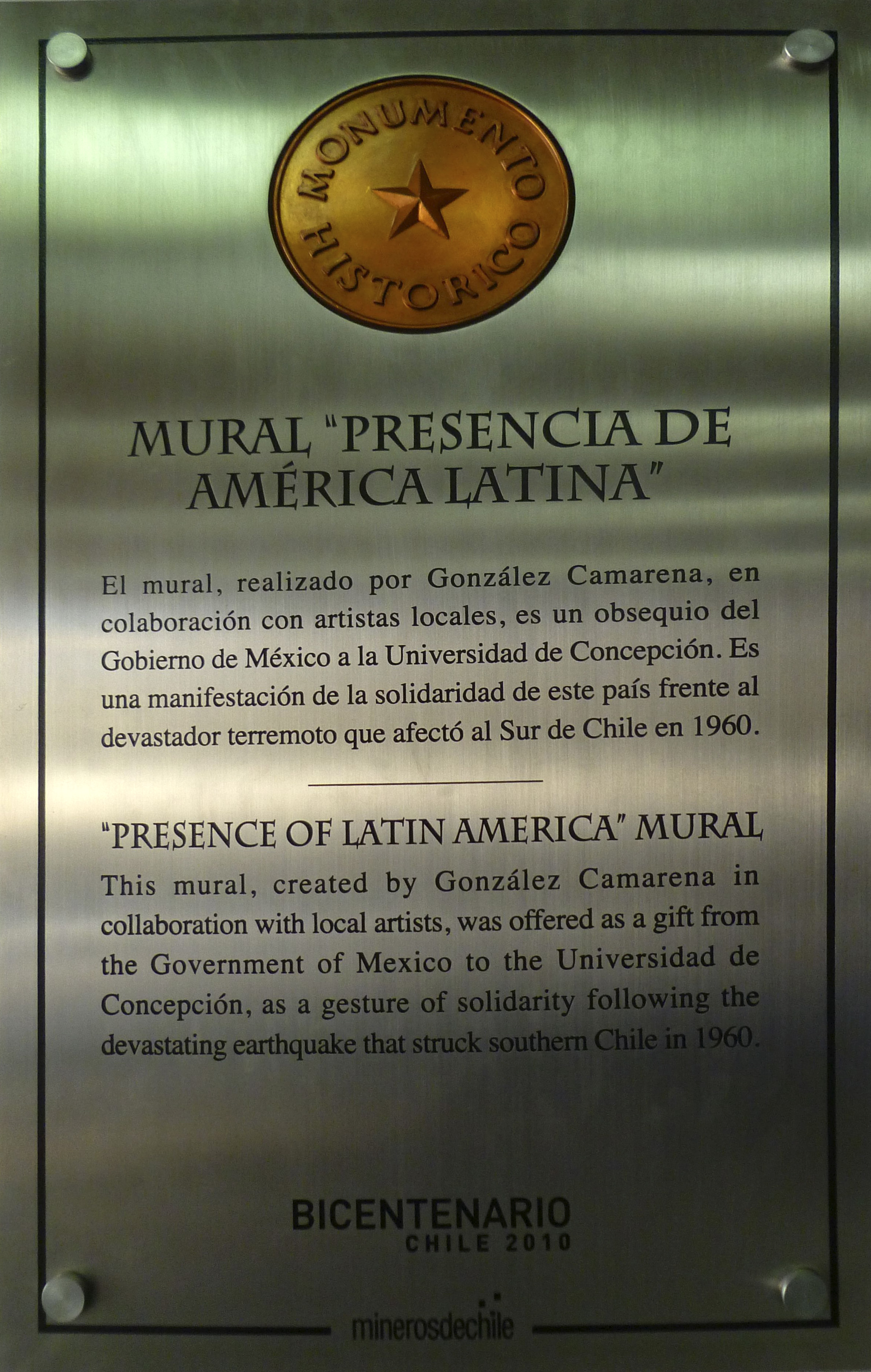
Plaque reconnaissant la fresque comme un monument historique national.

Selon Ramírez Hinrichsen, l'inauguration de Presencia de América Latina n'était pas seulement un événement post-tremblement de terre ou la coopération entre le Chili et le Mexique, c'était « la présence même de l'histoire latinoaméricaine postérieure à la révolution cubaine » : l'œuvre a donc à la fois une grande valeur artistique et historique. Il met aussi en avant la portée symbolique du travail coopératif qui a été mené pour sa réalisation, que l'on retrouve dans les origines de la création de l'université.
Tout comme le campanile (es), la peinture murale Presencia de América Latina est un véritable emblème de la culture de Concepción. Elle est continuellement visitée par des touristes locaux et étrangers, et reproduite sur des souvenirs, des couvertures de livres et des catalogues, parmi de nombreux autres produits. En 1994, il a été reproduit sur un timbre-poste pour commémorer le 75e anniversaire de l'université de Concepción.
En 2009, la maison d'édition de l'université a publié le livre Presencia de América Latina, Mural Casa del Arte, qui contient des images de la fresque réalisées à l'aide d'une technologie numérique de pointe. Il comprend également des études sur les motifs plastiques narratifs de l'œuvre, le texte de Pablo Neruda qui figure sur la peinture murale, ainsi qu'un texte de Jorge González Camarena décrivant le contenu de son tableau, soulignant son unité génétique et culturelle, ainsi que les influences bolivariennes et nerudiennes de la composition. Une deuxième édition du livre est parue en 2012, à l'occasion de la commémoration du 93e anniversaire de l'université.
Elle a été déclarée Monument historique en 2009 par le ministère de l'Éducation,. Lors du bicentenaire du Chili (es) célébré en 2010, le gouvernement chilien a placé une plaque sur l'œuvre mettant en valeur l'œuvre et sa qualité de monument historique.
En 2015, les cinquante ans de la réalisation de l'œuvre sont célébrés avec une grande expositions d'œuvres graphiques, gravures et tableaux d'artistes chiliens dans la pinacothèque de l'université et dans la ville.